# Toscolano-Maderno
Toscolano-Maderno – miejscowość i gmina we Włoszech, w regionie Lombardia, w prowincji Brescia.
Według danych na rok 2004 gminę zamieszkiwały 7004 osoby, 125,1 os./km².
Toscolano-Maderno leży na zachodnim brzegu Jeziora Garda. Powstało w 1928 roku z połączenia miejscowości Toscolano i Maderno, rozdzielonych potokiem górskim o nazwie Toscolano. Z Toscolano-Maderno kursuje prom samochodowo-pasażerski na wschodni brzeg Jeziora Garda do Torri del Benaco. W Maderno znajduje się publiczna piaszczysta plaża oraz port jachtowy. Toscolano znane było od XIV wieku z fabryk papieru. W Toscolano-Maderno zachowało się wiele starych willi oraz zabytkowy Hotel Maderno w stylu Art Nouveau.

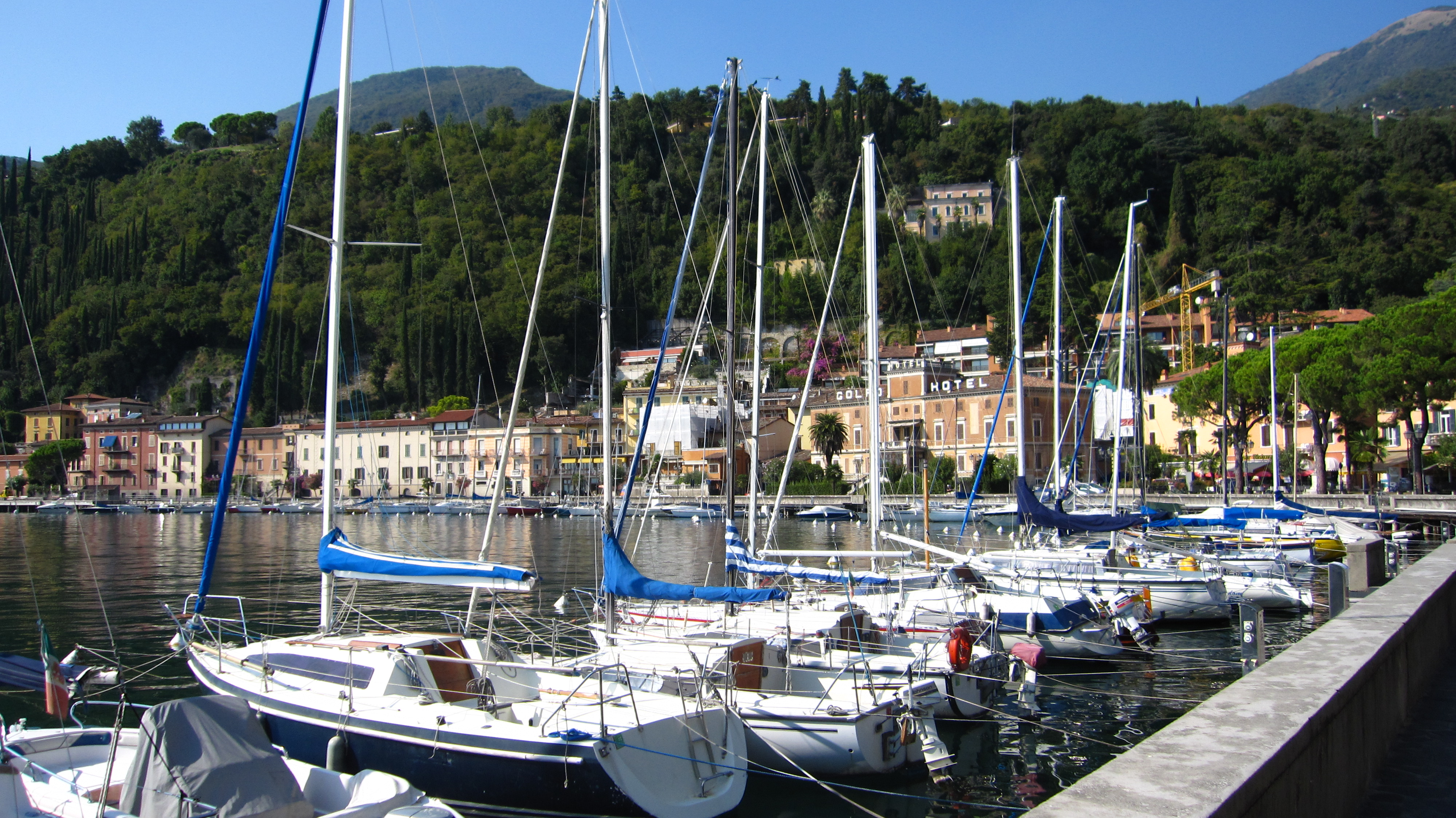
Port jachtowy Toscolano-Maderno
Villa La Vittoriana
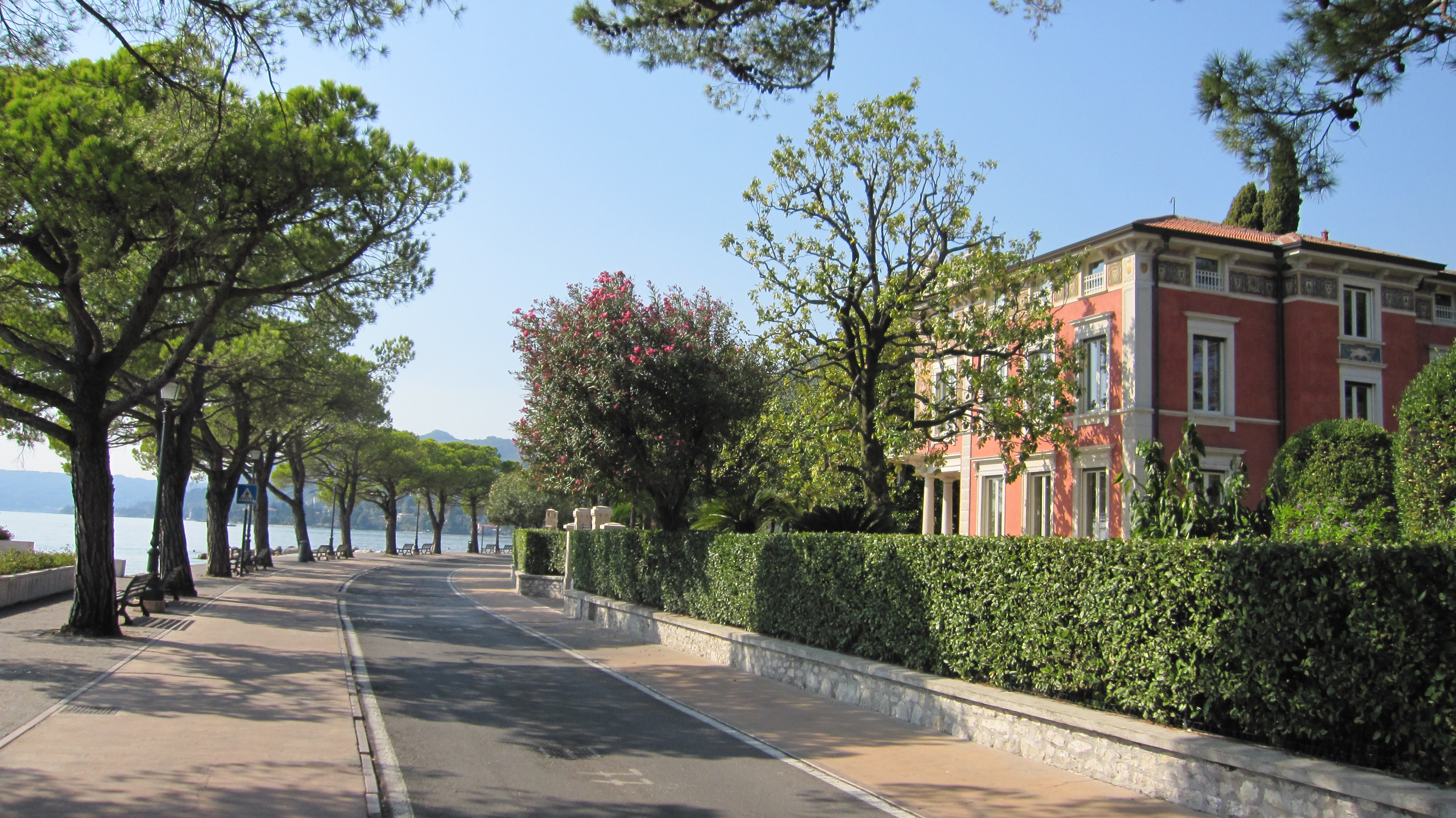
Aleja na brzegu jeziora
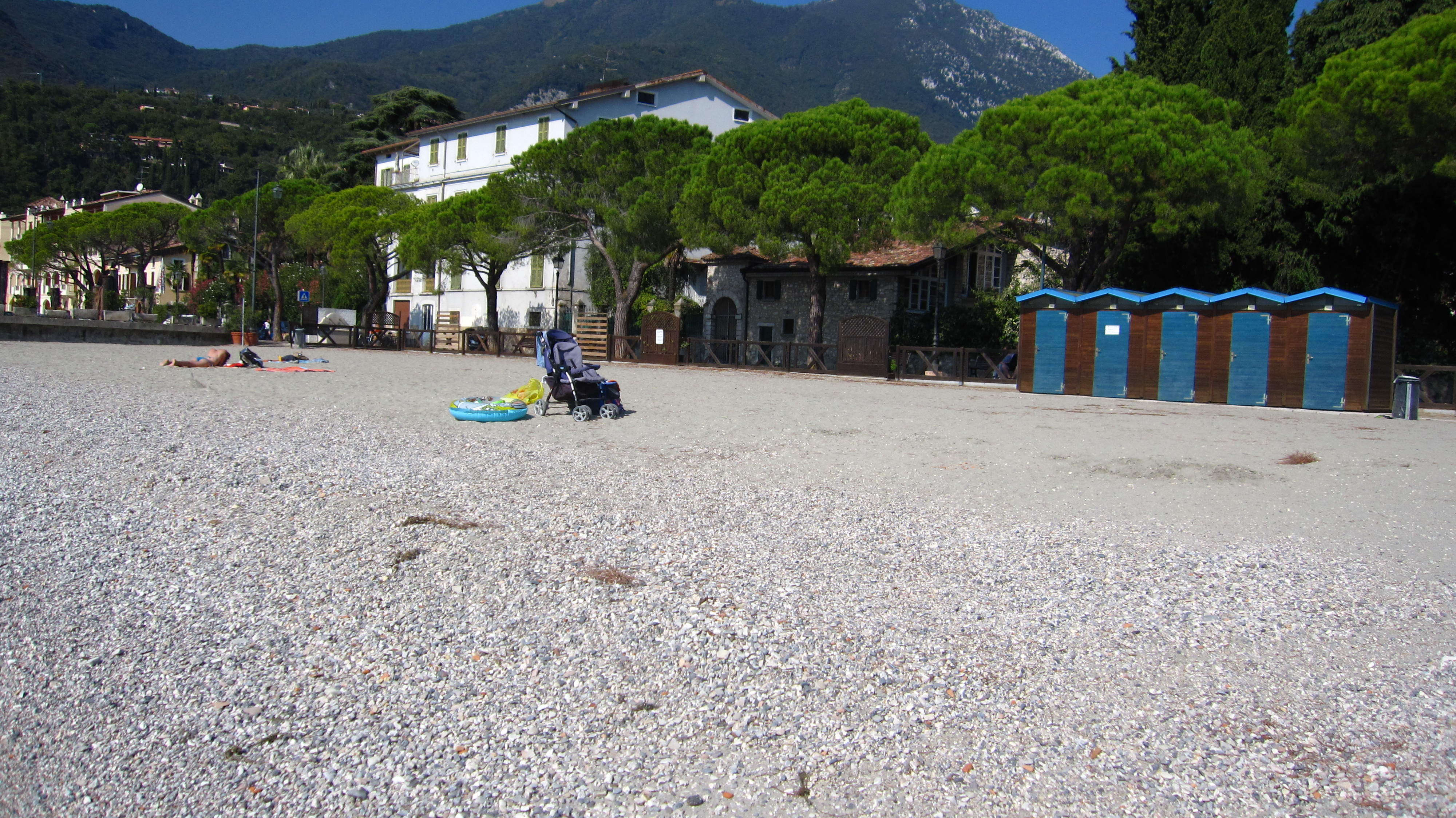
Plaża publiczna
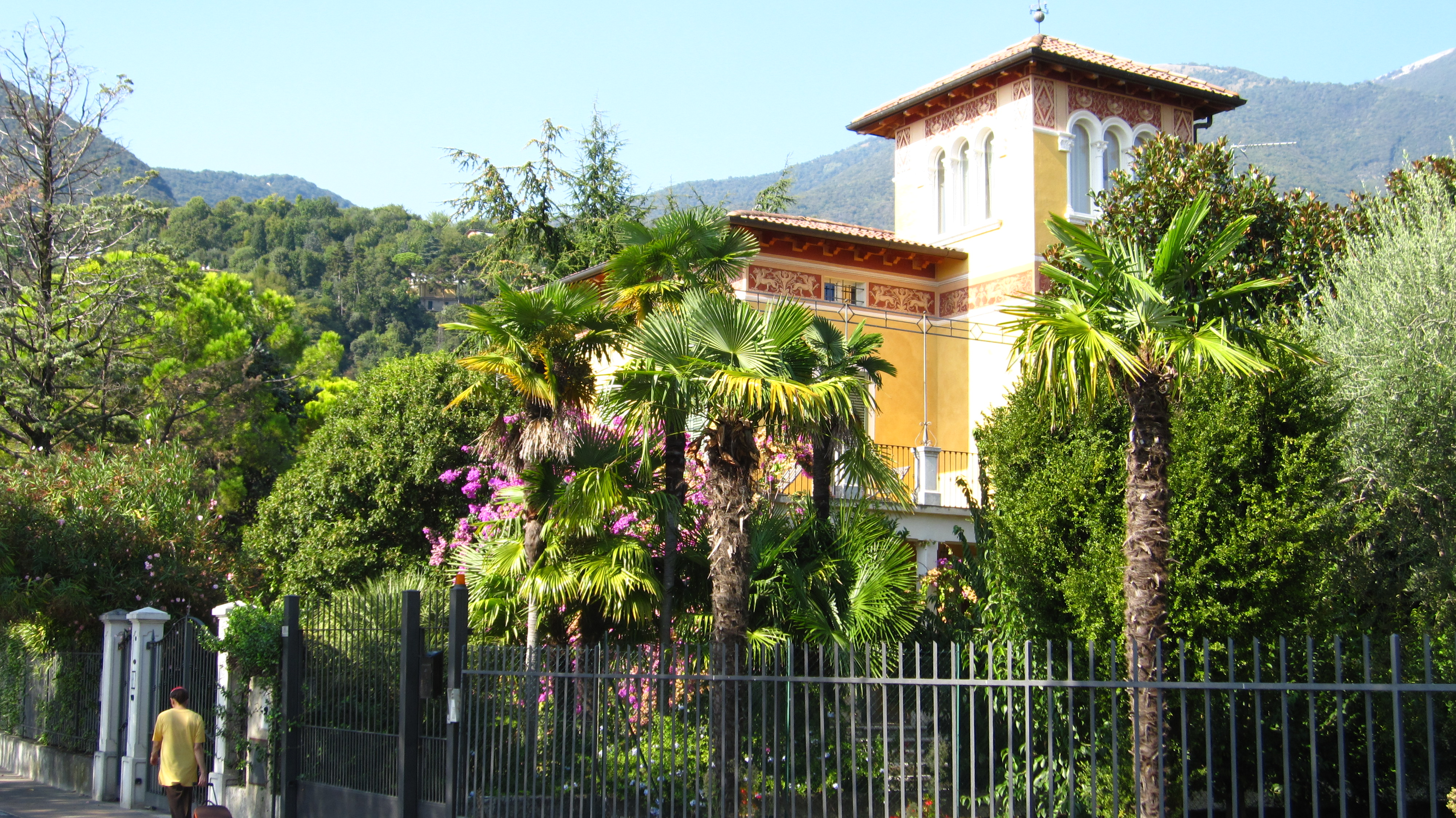
Villa
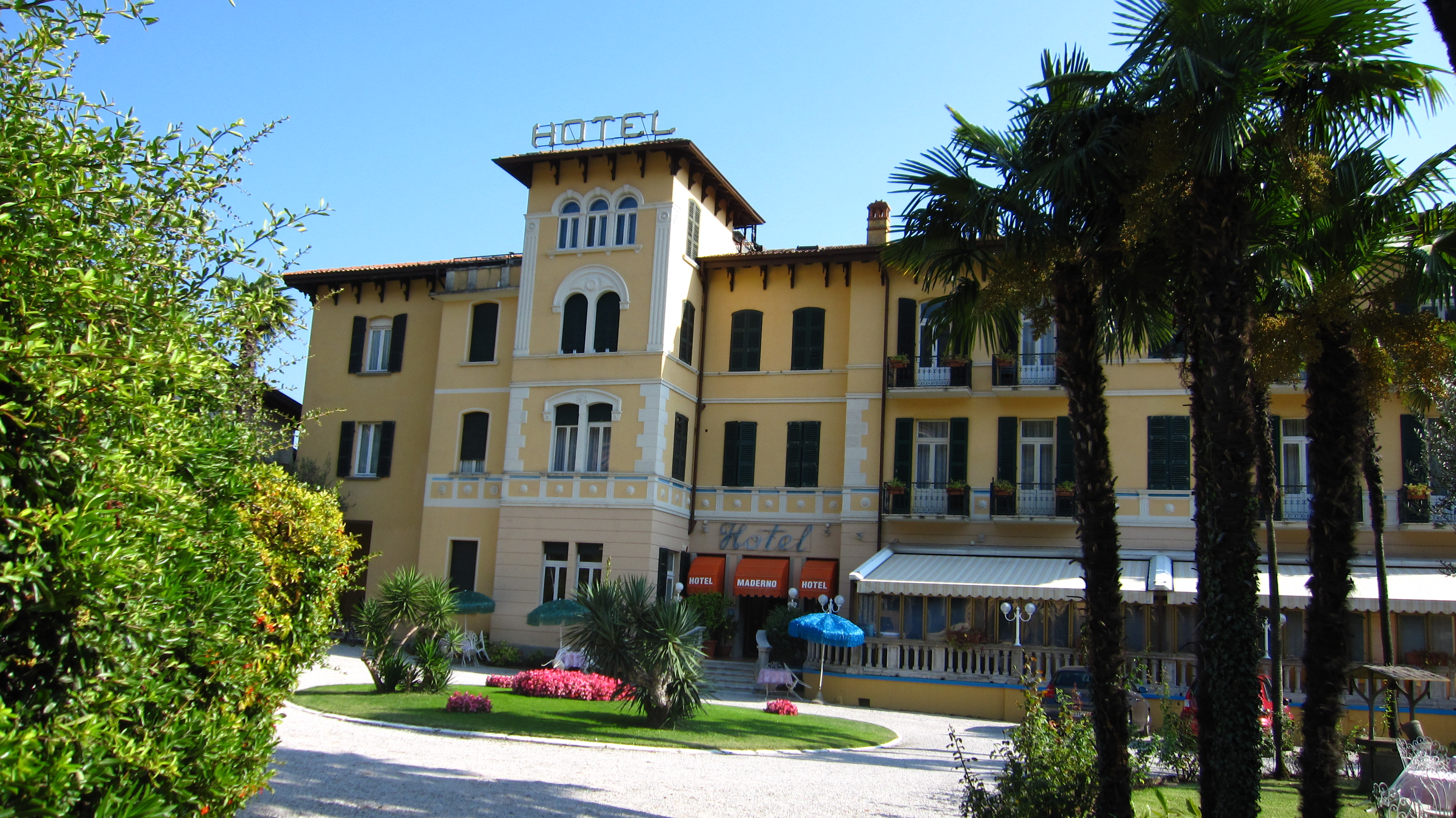
Zabytkowy Hotel Maderno z freskami Alfonsa Muchy